# Bouïnian
Bouïnian è un comune dell'Algeria, situato nella provincia di Blida, a nord del paese.